# Daniele Ciprì
Daniele Ciprì (Palermo, 17 agosto 1962) è un regista, sceneggiatore e direttore della fotografia italiano, conosciuto perlopiù per la sua collaborazione in coppia con Franco Maresco (vedi Ciprì e Maresco).

## Biografia
Cominciò la sua carriera giovanissimo, lavorando a regia televisiva e montaggio video per le emittenti televisive palermitane TVC-Tele Video Color (poi Tele Gran Prix e poi ancora SiciliaUno) e TVM-Tele Video Market. Si farà poi conoscere per i suoi lavori alla regia in coppia con Franco Maresco nel duo Ciprì e Maresco, nella serie di sketch di Cinico TV, in onda su Rai 3, e in vari film. Tra il 1995 e il 1998 è alla regia di film come Lo zio di Brooklyn e Totò che visse due volte. Nel 2008 il duo artistico si scioglie e Ciprì prosegue la carriera da solo.
Nel 2002 ha debuttato a teatro con Palermo può attendere. Nel 2005 ha scritto e diretto lo spettacolo teatrale Viva Palermo Viva Santa Rosalia, con Franco Scaldati e Mimmo Cuticchio.
Come direttore della fotografia ha lavorato al fianco di registi del calibro di Renato De Maria, Marco Bellocchio e Roberta Torre.
Nel 2009 ha vinto al Chicago International Film Festival il premio della fotografia per Vincere, per il quale si è aggiudicato anche numerosi premi in Italia. Con È stato il figlio (2012) si è aggiudicato il premio Osella per il migliore contributo tecnico alla 69ª Mostra internazionale d'arte cinematografica di Venezia.
Nel 2013 ha vinto il Nastro d'argento al regista del miglior film. Nel 2014 realizza La buca, uscito a settembre, con Rocco Papaleo, Sergio Castellitto, Valeria Bruni Tedeschi e Jacopo Cullin.
È docente di regia presso l'Accademia di Cinema e Televisione Griffith di Roma.
Dal 2014 è direttore artistico del film festival Corto Dorico di Ancona.
Il 16 Febbraio 2024 viene trasmesso in seconda serata su Rai 2 il film documentario per la tv di cui Ciprì è regista intitolato "Roma Santa E Dannata" con Roberto D'Agostino.

## Filmografia parziale

### Regista

#### Cinema
- Verso Vertov. Frammenti necropolitani – cortometraggio (1991)
- Seicortosei – cortometraggio (1991)
- Cani, con Franco Maresco – cortometraggio (1992)
- Lo zio di Brooklyn (1995)
- Il manocchio, con Franco Maresco – cortometraggio (1996)
- A memoria – cortometraggio (1996)
- Totò che visse due volte (1998)
- Enzo, domani a Palermo! – documentario (1999)
- Steve Plays Duke – documentario (1999)
- El sentimento cinico de la vida. Dieci anni di Cinico TV: 1989-1999 (1999)
- Noi e il Duca - Quando Duke Ellington suonò a Palermo (1999)
- Tutti for Louis - Omaggio a Louis Armstrong – documentario, cortometraggio (2000)
- Arruso – documentario, cortometraggio (2000)
- Ai rotoli – documentario, cortometraggio (2000)
- Siamo davvero pietosi – documentario (2001)
- Miles Gloriosus – documentario (2001)
- Il ritorno di Cagliostro, con Franco Maresco (2003)
- Che fine ha fatto Pino Grisanti? Tagli inediti dal Ritorno di Cagliostro – documentario, cortometraggio (2003)
- Come inguaiammo il cinema italiano - La vera storia di Franco e Ciccio – documentario (2004)
- L'Opè incatenato – cortometraggio (2004)
- È stato il figlio (2012)
- La buca (2014)
- Roma, Santa e Dannata (2023)
- La Bottega dei Bottoni – cortometraggio (2024)

#### Televisione
- Cinico TV, con Franco Maresco – serie TV (1992)
- Viva Palermo, viva Santa Rosalia (2005) – documentario per la TV
- I migliori nani della nostra vita – serie TV (2006)
- Ai confini della pietà – serie TV, documentario (2007)
- Il testamento di Mario Monicelli – documentario, cortometraggio per la TV (2010)

#### Videoclip
- Marcondiro, Amati (2019)
- Vinicio Capossela, Il povero Cristo (2019)

### Sceneggiatore
- Lo zio di Brooklyn (1995)
- Il manocchio – cortometraggio (1996)
- A memoria – cortometraggio (1996)
- Totò che visse due volte (1998)
- Enzo, domani a Palermo! – documentario (1999)
- Il ritorno di Cagliostro (2003)
- Come inguaiammo il cinema italiano - La vera storia di Franco e Ciccio (2004)
- È stato il figlio (2012)

### Direttore della fotografia

#### Cinema
- Il manocchio, regia di Ciprì e Maresco – cortometraggio (1996)
- Tano da morire, regia di Roberta Torre (1997)
- Sud Side Stori, regia di Roberta Torre (2000)
- Angela, regia di Roberta Torre (2002)
- Il ritorno di Cagliostro, regia di Ciprì e Maresco (2003)
- Mare nero, regia di Roberta Torre (2006)
- Vincere, regia di Marco Bellocchio (2009)
- La pecora nera, regia di Ascanio Celestini (2010)
- The Cricket, regia di Stefano Lorenzi – cortometraggio (2011)
- Un tango prima di tornare, regia di Italo Zeus (2012)
- Alì ha gli occhi azzurri, regia di Claudio Giovannesi (2012)
- È stato il figlio, regia di Daniele Ciprì (2012)
- Bella addormentata, regia di Marco Bellocchio (2012)
- Un amato funerale, regia di Luca Murri – cortometraggio (2013)
- Salvo, regia di Fabio Grassadonia e Antonio Piazza (2013)
- La trattativa, regia di Sabina Guzzanti (2014)
- Sangue del mio sangue, regia di Marco Bellocchio (2015)
- Gramsci 44, regia di Emiliano Barbucci (2016)
- Fiore, regia di Claudio Giovannesi (2016)
- Fai bei sogni, regia di Marco Bellocchio (2016)
- Non c'è più religione, regia di Luca Miniero (2016)
- La viaggiatrice, regia di Davide Vigore – cortometraggio (2016)
- La Corsa de L’Ora, regia di Antonio Bellia – documentario (2017)
- Anna, regia di Federica D'Ignoti – cortometraggio (2018)
- U muschittìeri, regia di Vito Palumbo – cortometraggio (2018)
- Il primo re, regia di Matteo Rovere (2019)
- La paranza dei bambini, regia di Claudio Giovannesi (2019)
- Croce e delizia, regia di Simone Godano (2019)
- La bellezza imperfetta, regia di Davide Vigore – cortometraggio (2019)
- Io, Leonardo, regia di Jesus Garces Lambert (2019)
- Il primo Natale, regia di Ficarra e Picone (2019)
- L'abbraccio - Storia di Antonino e Stefano Saetta, regia di Davide Lorenzano (2020)
- Il cattivo poeta, regia di Gianluca Jodice (2020)
- Corpo e Aria, regia di Cristian Patanè – cortometraggio (2021)
- I nostri fantasmi, regia di Alessandro Capitani (2021)
- Spaccaossa, regia di Vincenzo Pirrotta (2022)
- Roma, Santa e Dannata, regia di Daniele Cipri - docufilm (2023)
- I limoni d’inverno, regia di Caterina Carone (2023)
- Le Déluge - Gli ultimi giorni di Maria Antonietta, regia di Gianluca Jodice (2024)

#### Televisione
- Incastrati – serie TV (2022-2023)

### Montatore
- Totò che visse due volte (1998)
- Era una volta (2008)

### Colonna sonora
- Il manocchio – cortometraggio (1996)

## Teatro
- Wonderland (Teatro Stabile di Bolzano, 2016)

## Riconoscimenti
- Bobbio Film Festival
  - 2013 – Premio speciale Libertà – Miglior Opera Prima per È stato il figlio[7]
  - 2013 – Premio del Pubblico per È stato il figlio[7]
  - 2015 – Premio Migliore Regia per La buca[8]
- Chicago International Film Festival
  - 2009 – Gold Plaque Miglior fotografia per Vincere[9]
- Ciak d'oro
  - 1998 – Miglior fotografia per Tano da morire
  - 2010 – Miglior fotografia per Vincere[10]
  - 2019 – Miglior fotografia per Il primo re e La paranza dei bambini[11]
- David di Donatello
  - 2010 – Miglior fotografia per Vincere
  - 2014 – candidatura alla Miglior fotografia per Salvo[9]
  - 2017 – candidatura alla Miglior fotografia per Fai bei sogni[9]
  - 2020 – Miglior fotografia per Il primo re[12]
  - 2024 - Candidatura al miglior documentario per Roma, santa e dannata
- Globo d'oro
  - 2009 – Migliore fotografia per Vincere[senza fonte]
  - 2013 – Migliore regista per È stato il figlio[senza fonte]
  - 2014 – candidatura alla Migliore fotografia per Salvo[senza fonte]
- Mostra internazionale d'arte cinematografica
  - 1999 – Premio FEDIC Menzione speciale per Enzo, domani a Palermo! (con Maresco)[9]
  - 2004 – Premio Pasinetti Menzione speciale per Come inguaiammo il cinema italiano – La vera storia di Franco e Ciccio (con Maresco)[9]
  - 2012 – Premio UNICEF per È stato il figlio[9]
  - 2012 – Premio Osella al contributo tecnico per È stato il figlio[9]
  - 2012 – candidatura al Leone d'oro per È stato il figlio[9]
- Nastro d'argento
  - 1996 – candidatura al Miglior regista esordiente per Lo zio di Brooklyn (con Maresco)[9]
  - 1999 – candidatura al Miglior montaggio per Totò che visse due volte (con Maresco)[9]
  - 2003 – candidatura alla Migliore fotografia per Angela[9]
  - 2004 – candidatura al Migliore soggetto per Il ritorno di Cagliostro (con Maresco e Lillo Iacolino)[9]
  - 2004 – candidatura alla Migliore fotografia per Il ritorno di Cagliostro[9]
  - 2004 – candidatura al Regista del miglior film per Il ritorno di Cagliostro (con Maresco)[9]
  - 2005 – candidatura al Miglior montaggio per Come inguaiammo il cinema italiano – La vera storia di Franco e Ciccio (con Maresco e Claudia Uzzo)[9]
  - 2009 – Migliore fotografia per Vincere[9]
  - 2014 – Migliore fotografia per Salvo[9]
  - 2019 – Miglior fotografia per  La paranza dei bambini e per  Il primo re[9]
  - 2021 – Miglior fotografia per Il cattivo poeta[13]
- Le Giornate della Luce
  - 2019 – Il Quarzo di Spilimbergo alla Miglior fotografia per La paranza dei bambini
  - 2019 – Il Quarzo dei giovani alla Miglior fotografia per La paranza dei bambini